# Louis-Israël Côté
Pour l’article homonyme, voir Côté (homonymie).
Louis-Israël Côté dit Fréchette (6 mai 1848-17 juillet 1923) est un maître de poste, marchand et homme politique fédéral du Québec.

## Biographie
Né à Saint-Ferdinand-d'Halifax dans le Canada-Est, il entama sa carrière politique en devenant maire de sa municipalité natale.
Élu député du Parti conservateur dans la circonscription fédérale de Mégantic en 1882, l'élection fut déclarée nulle en 1884 et une élection partielle (à laquelle il ne participa pas) eut lieu. Tentant à nouveau sa chance, il est élu en 1891. Il fut défait en 1896 et en 1900 par le libéral Georges Turcot et en 1904 et en 1908 par le libéral François Théodore Savoie.